# Oerstedia wijnhoffae
Oerstedia wijnhoffae är en djurart som tillhör fylumet slemmaskar, och som beskrevs av Friedrich 1935. Oerstedia wijnhoffae ingår i släktet Oerstedia och familjen Oerstediidae. Inga underarter finns listade i Catalogue of Life.